# Hamilton (Massachusetts)
Hamilton és una població dels Estats Units a l'estat de Massachusetts. Segons el cens del 2009 tenia 8.251 habitants.

## Demografia
Segons el cens del 2000, Hamilton tenia 8.315 habitants, 2.668 habitatges, i 2.142 famílies. La densitat de població era de 219,9 habitants/km².
Dels 2.668 habitatges en un 66,6% hi vivien nens de menys de 18 anys, en un 71,1% hi vivien parelles casades, en un 7,3% dones solteres, i en un 19,7% no eren unitats familiars. En el 15,7% dels habitatges hi vivien persones soles el 7% de les quals corresponia a persones de 65 anys o més que vivien soles. El nombre mitjà de persones vivint en cada habitatge era de 2,87 i el nombre mitjà de persones que vivien en cada família era de 3,22.
Per edats la població es repartia de la següent manera: un 27,4% tenia menys de 18 anys, un 5,9% entre 18 i 24, un 33,3% entre 25 i 44, un 23% de 45 a 60 i un 10,4% 65 anys o més.
L'edat mediana era de 36 anys. Per cada 100 dones de 18 o més anys hi havia 95,1 homes.
La renda mediana per habitatge era de 72.000 $ i la renda mediana per família de 79.886$. Els homes tenien una renda mediana de 51.776 $ mentre que les dones 37.013$. La renda per capita de la població era de 33.222$. Entorn del 3,4% de les famílies i el 5,3% de la població estaven per davall del llindar de pobresa.

## Mort a Hamilton
- Ramon Oliu (1923-2005), enginyer i fundador de la Marató de Barcelona